# North Charlton
North Charlton är en ort i civil parish Eglingham, i grevskapet Northumberland i England. Orten är belägen 10 km från Alnwick. North Charlton var en civil parish 1866–1955 när det uppgick i Eglingham. Orten hade 90 invånare år 1951.